# 능행차연시
능행차연시는 대한민국 경기도 수원시 팔달구 인계동에 있다. 2007년 6월 3일 수원시의 향토유적 제20호로 지정되었다.

## 개요
정조대왕은 아버지 사도세자의 능을 수원으로 옮긴 후 매년 한두 차례씩 총 13차례나 수원에 행차하였다. 그 가운데 가장 규모가 컸던 행차가 1795년 혜경궁 홍씨의 회갑연을 위한 능행차로서 어가를 따라간 인원은 1,779명에 달하고, 말은 779필이나 되었다. 그러나 실제 동원된 인원은 5군영과 장용영 군사들을 합쳐 대략 6,000명에 달한다. 첫째날 서울의 창덕궁을 출발하여 노량행궁을 지나 시흥행궁에서 하룻밤을 묵고, 다음날 사근참 행궁을 지나 화성행궁에 도착하였다. 8일간의 행차길에는 향교를 참배하고, 과거시험을 치러 인재를 등용하고, 대규모 군사훈련을 실시하였다. 그리고 봉수당에서의 화려한 회갑잔치와 함께 백성들에게 쌀과 죽을 나누어 주며, 양로연도 펼쳐져 서로 즐거움을 함께하였다. 또한 이 능행길에서는 한강을 건널 때 배다리를 이용하기도 했다. 정조대왕의 능행차는 수많은 공식행사와 함께 백성의 괴로움을 두루 살피고, 아버지 사도세자와 어머니 혜경궁 홍씨에 대한 효심의 표현이었다.